# قوة رابعة
في الحسابيات والجبر, القوة الرابعة لعدد n هي نتيجة ضربه في نفسه 4 مرات أي:
n4 = n × n × n × n
تنتج القوى الرابعة أيض من ضرب العدد في مكعبه ومن تربيع مربعه. يعطى تسلسل القوى الرابعة للأعداد الصحيحة بالشكل:
1, 16, 81, 256, 625, 1296, 2401, 4096, 6561, 10000, ... (متسلسلة A000583 في OEIS)
يعتبر ابن الهيثم أول من توصل لحساب مجموع متوالية من القوة الرابعة باستخدام الاستقراء الرياضي.
يمكن التعبير عن كل عدد صحيح موجب بمجموع من 19 عددا صحيحا من القوة الرابعة على الأكثر, كما أن كل عدد صحيح موجب وكبير بشكل كاف يمكن التعبير عنه بمجاميع 16 عددا رباعي القوة على الأكثر (انظر معضلة ويرينغ).
حدس أويلر أنه لايمكن كتابة القوة الرابعة بمجموع ثلاث قوى رابعة أصغر ولكن تم دحض حدسيته بعد 200 عام ب:
958004 + 2175194 + 4145604 = 4224814.

## المعادلات من الدرجة الرابعة
بُرهن على أن المعادلات من الدرجة الرابعة هي المعادلات ذات الدرجة الأعلى من حيث قابلية الحلحلة بالجذور. انظر إلى معادلة تربيعية وإلى صيغة تربيعية.